# Bengt Ernryd

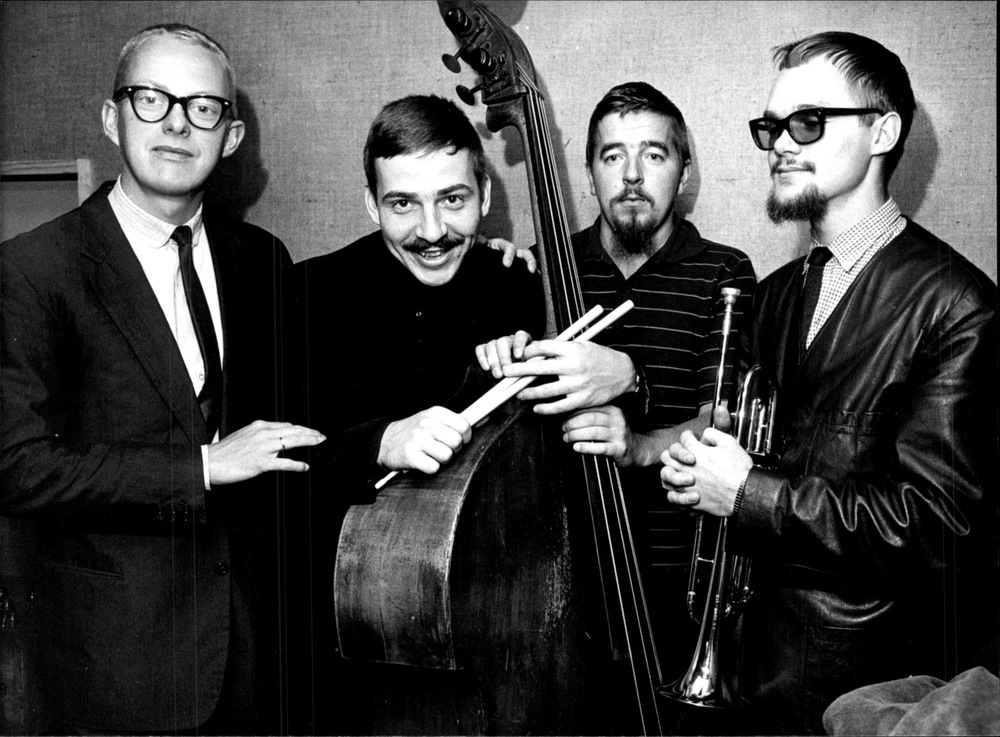
Bengt Ernryds kvartett (1964) – Jan Wallgren (piano), Janne Carlsson (trummor), Gösta Wälivaara (bas) och Bengt Ernryd (trumpet).

Bengt Stefan Ernryd, född 26 augusti 1943 i Karlskrona, är en svensk kompositör och jazzmusiker.
Ernryd studerade trumpet för Knud Hovaldt i Köpenhamn 1961–1963 och blev fil. kand. i Stockholm 1966. Han studerade därefter komposition vid Kungliga Musikhögskolan i Stockholm för Ingvar Lidholm 1966–1969, piano för Herbert Westrell från 1972 och trumpet för Jerome Callet i New York 1981, 1984 och 1989.
Han blev först känd som jazztrumpetare. 1971 blev han musikchef på Stockholms stadsteater där han komponerat musik till en rad föreställningar. Från 1989 ledde han improvisationsgruppen Trio ex tempore. Från 2018 leder han sin sextett Bengt Ernryd sextett. 
Han har även komponerat musik till många svenska filmer både för bio och TV, speciellt för Vilgot Sjöman, och han skrev musiken till barnprogrammen Fem myror är fler än fyra elefanter, Sagostunden och Allt och lite till.
Han medverkade även som gatumusikant i filmen Made in Sweden från 1969.

## Priser och utmärkelser
- 2024  Stockholms stads hederspris i kategorin musik

## Filmmusiki urval
- 1967 – Puss & kram
- 1967 – Jag är nyfiken - gul
- 1968 – Jag är nyfiken - blå
- 1969 – Made in Sweden
- 1970 – Baltutlämningen
- 1971 – Utvandrarna
- 1972 – Nybyggarna
- 1973 – Fem myror är fler än fyra elefanter
- 1974 – Gangsterfilmen
- 1974 – En handfull kärlek
- 1975 – Fem dagar i Falköping
- 1975 – Garaget
- 1976 – Raskens (TV-serie)
- 1979 – Linus eller Tegelhusets hemlighet
- 1979 – Mor gifter sig (TV-serie)
- 1981 – Jag rodnar
- 1984 – Hur ska det gå för Pettersson? (TV-teater)
- 1985 – Rid i natt!
- 2004 – Allt och lite till

## Diskografi i urval
- 1966 – Musik
- 1966 – Surmmer Is Gone
- 1966 – p
- 1971 – Solen lyser på havet blå (tonsatta barnvisor av Lars Forssell)
- 1977 – Love Chant (med Jan Wallgren)
- 1980 – Ballade an der Ruhr
- 2005 – Ernryd x 12
- 2007 – A Glass of Wagner to the Rising Sun
- 2020 – Live on Tellus (med Bengt Ernryd Sextett)